# Muur (geslacht)
Muur (Stellaria) is een geslacht van kruidachtige planten uit de anjerfamilie (Caryophyllaceae). De typesoort is Stellaria graminea. Het geslacht komt wereldwijd voor met zo'n 175 soorten. De meeste soorten hebben vijftallige, witte kroonbladen.
De botanische naam Stellaria is afgeleid van het Latijnse 'stella' en betekent 'kleine ster', verwijzend naar de bloemvorm. De etymologie van de Nederlandse naam is onbekend.
Muur wordt gebruikt als waardplant door de larven van sommige motten zoals de grijze stipspanner (Idaea aversata).

## Toepassingen
Van de bladeren en stengels van muur kan een salade worden gemaakt.
Ook kan de plant gebruikt worden voor een eenvoudige weersverwachting: als de witte bloemen openstaan, blijft het droog en zonnig de komende uren; maar zijn de bloemen half gesloten, dan is er neerslag te verwachten.

## Soorten
In Nederland en België komen de volgende soorten voor:

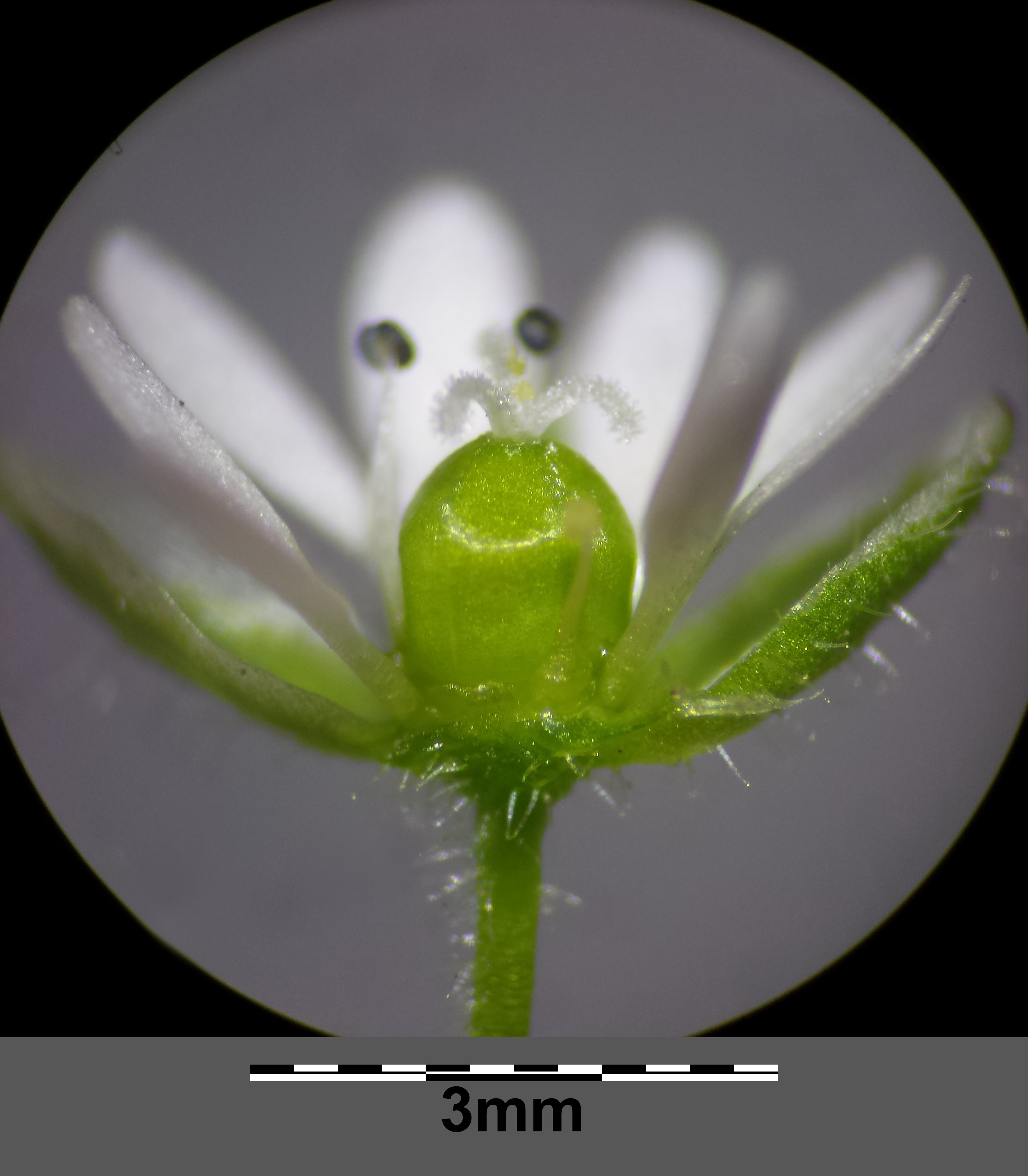
Bermvogelmuur (Stellaria ruderalis)
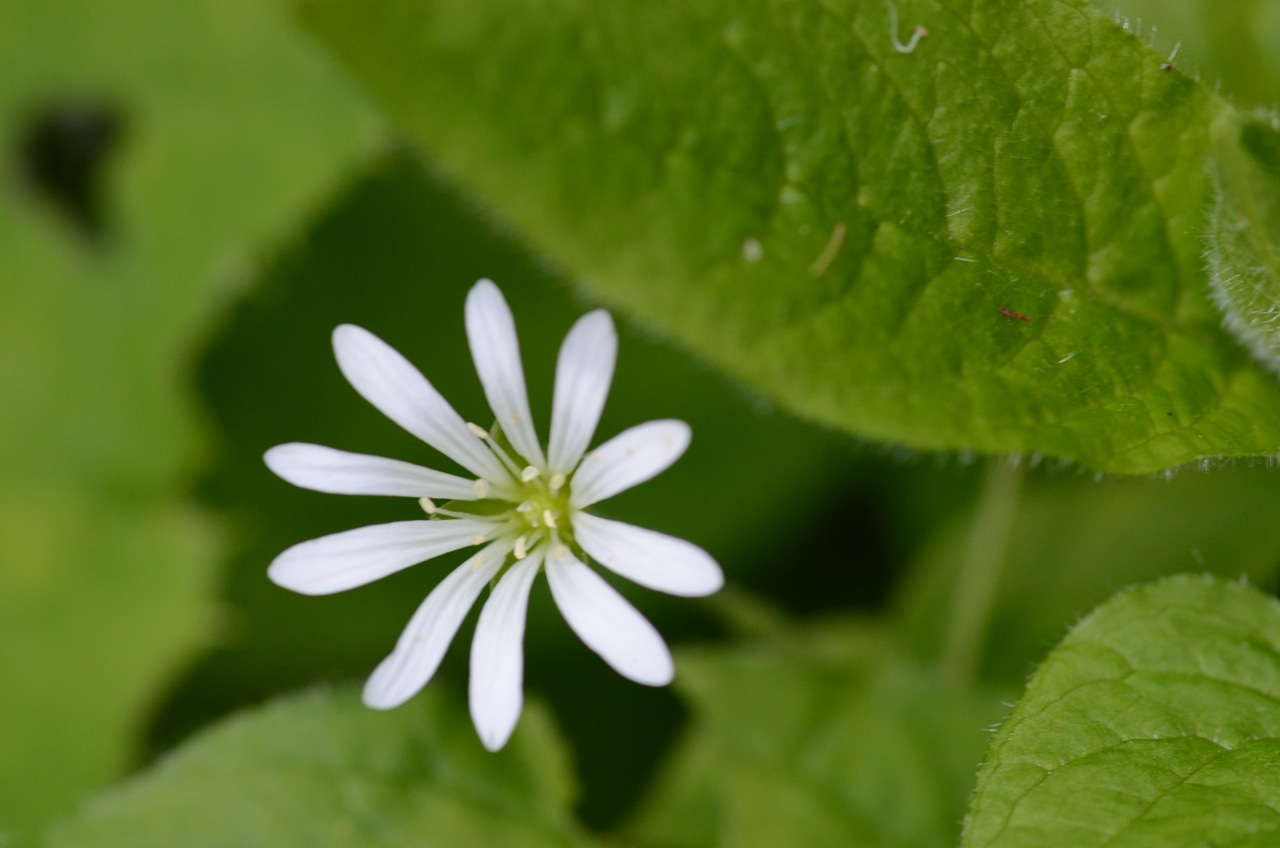
Bosmuur (Stellaria nemorum)
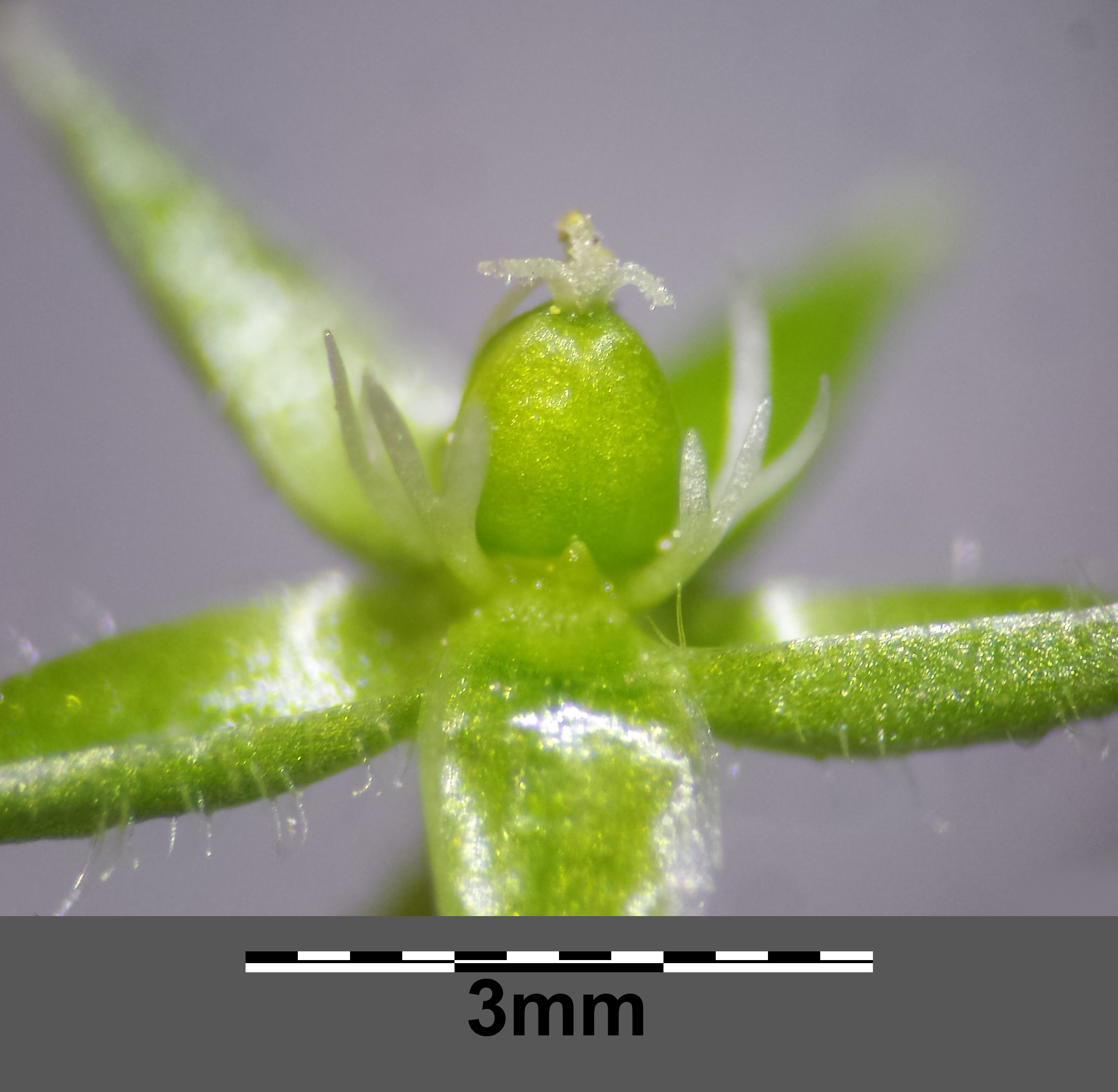
Duinvogelmuur (Stellaria pallida)
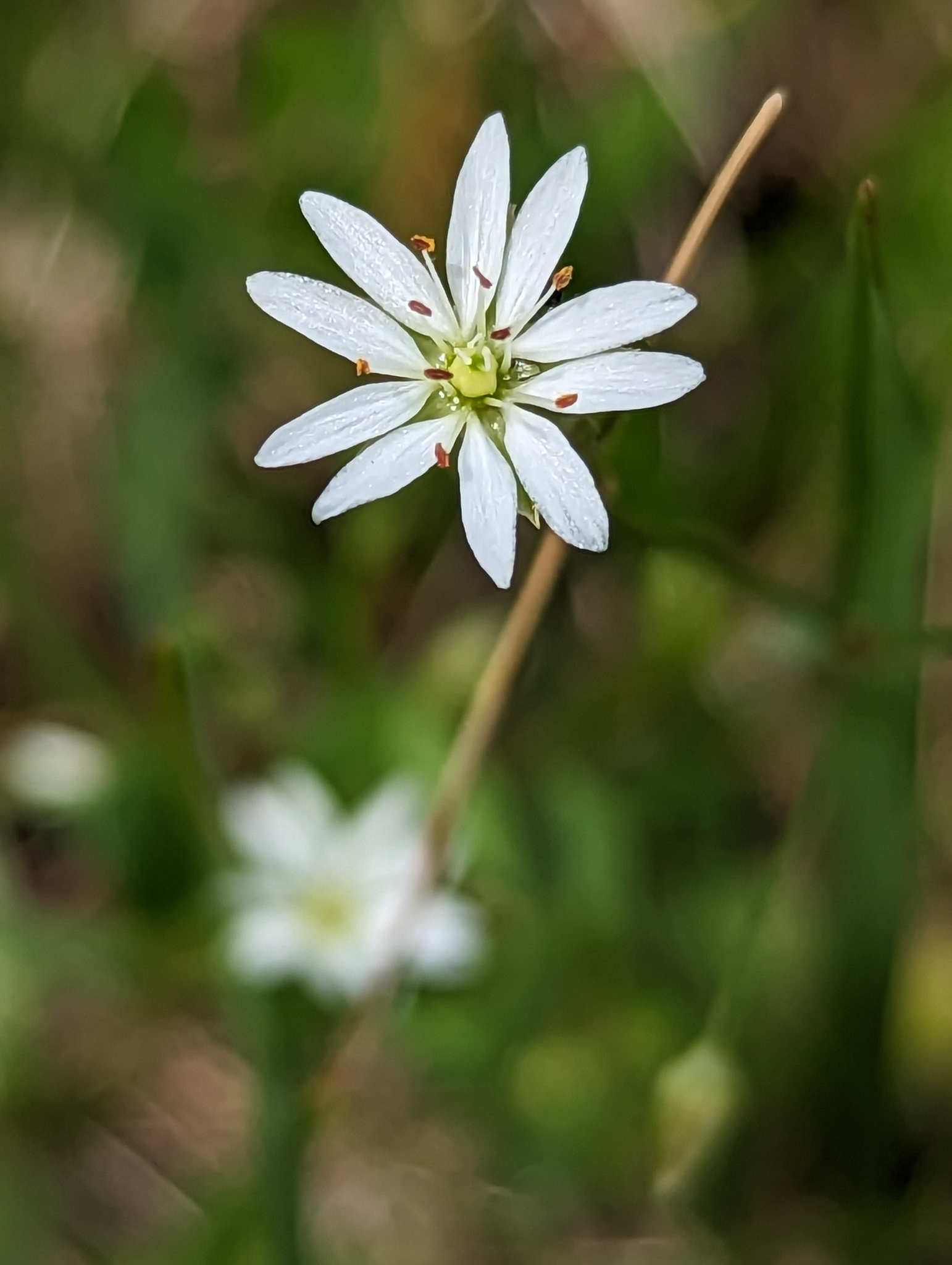
Grasmuur (Stellaria graminea)
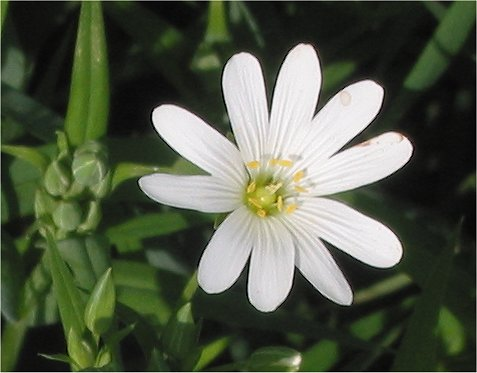
Grote muur (Stellaria holostea)
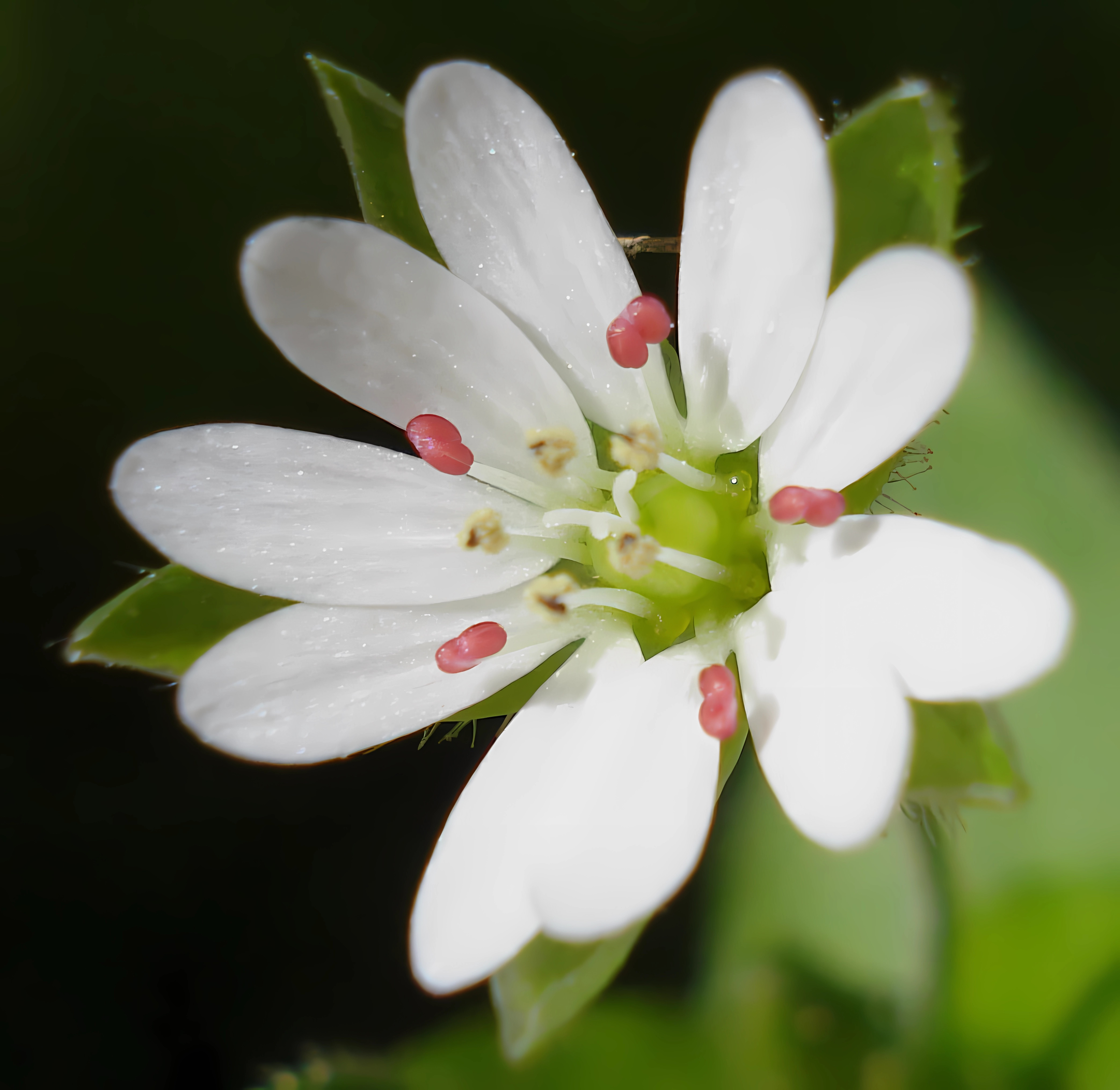
Heggenvogelmuur (Stellaria neglecta)
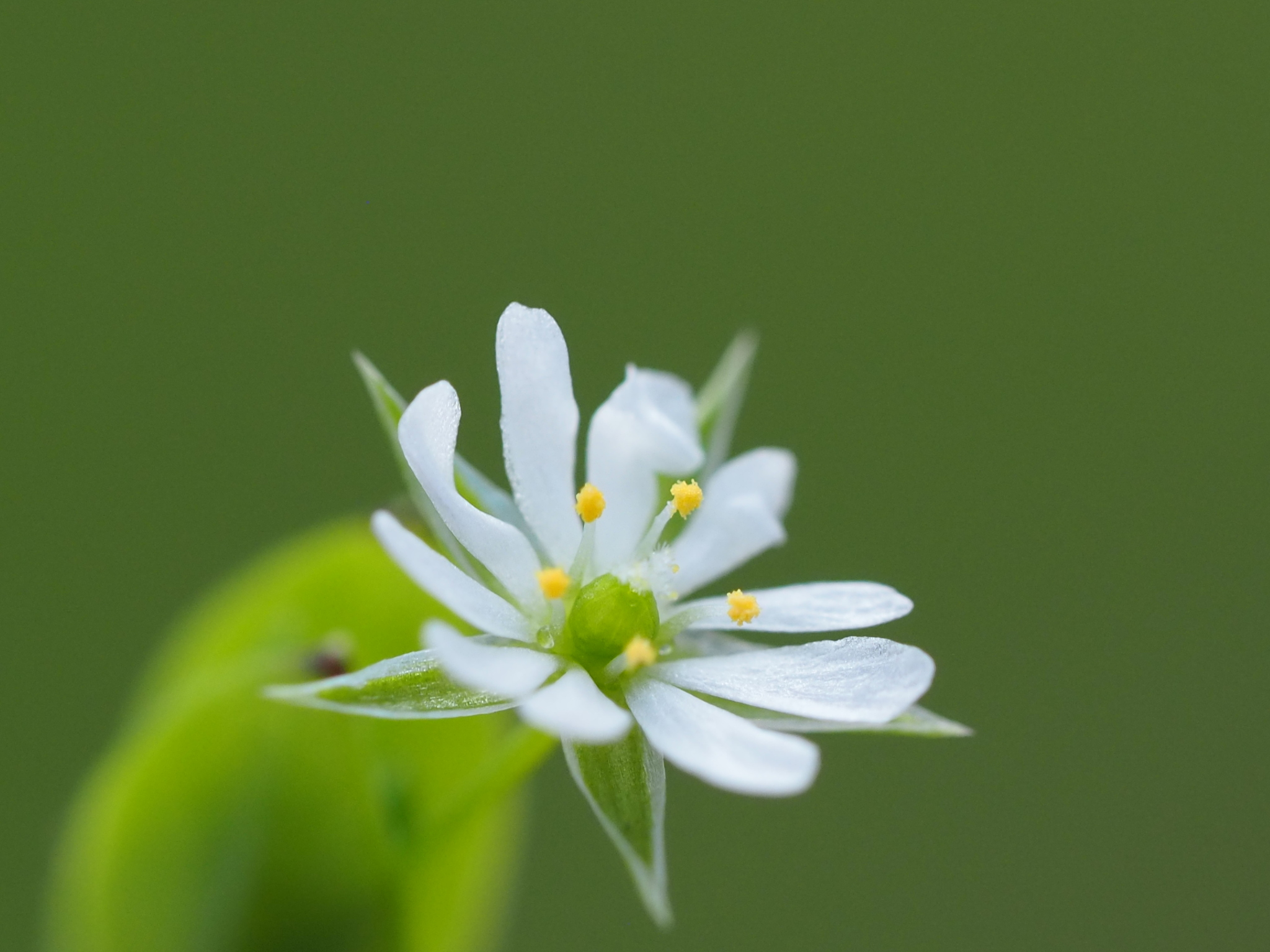
Moerasmuur (Stellaria alsine)
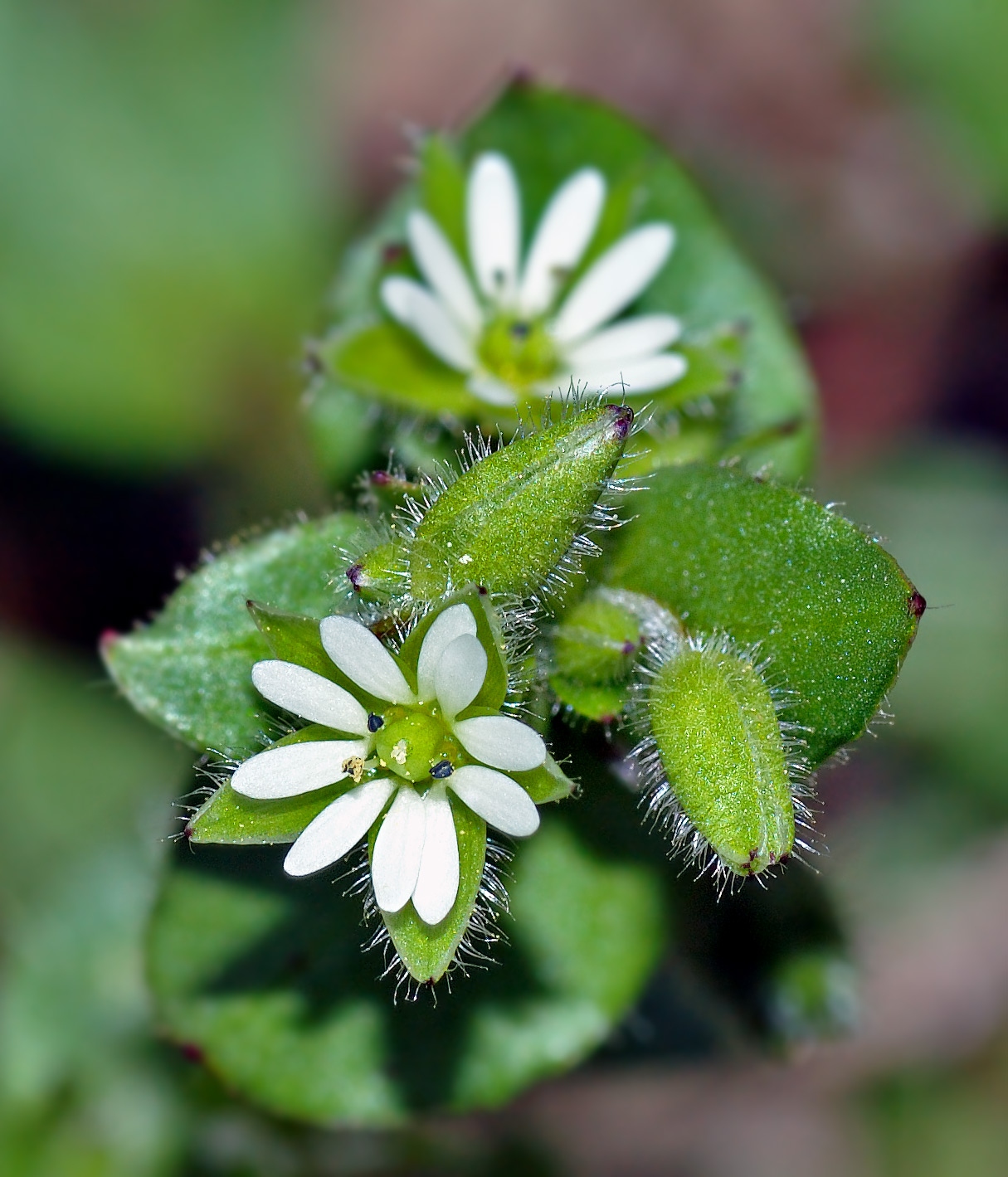
Vogelmuur (Stellaria media)
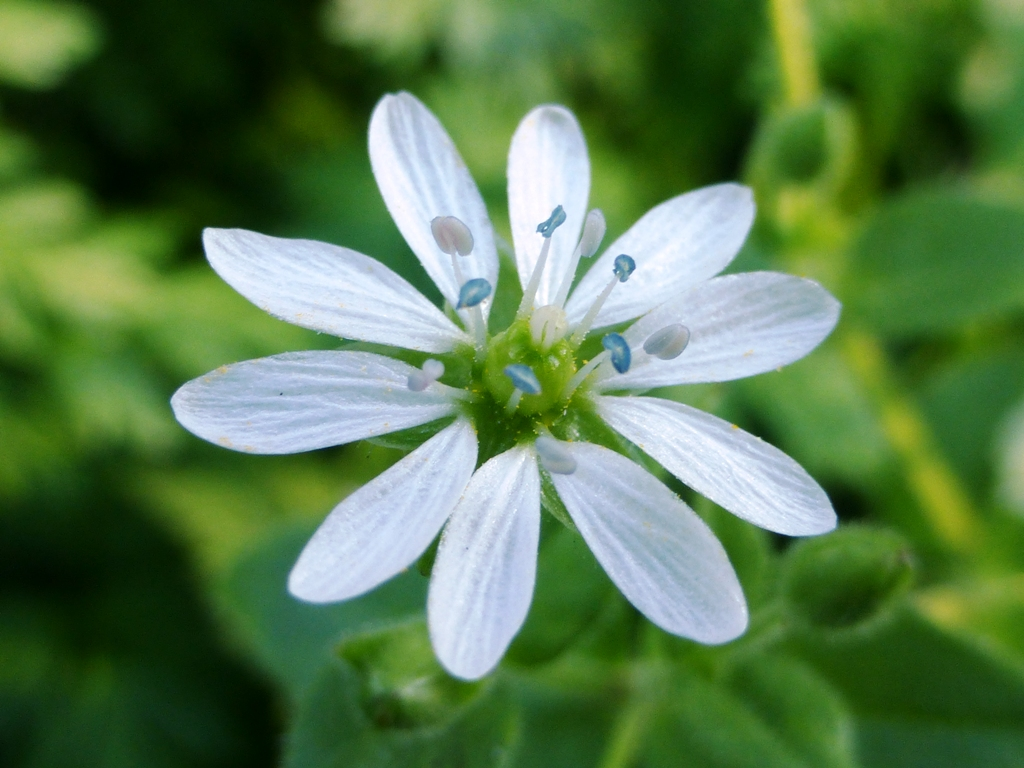
Watermuur (Stellaria aquatica)
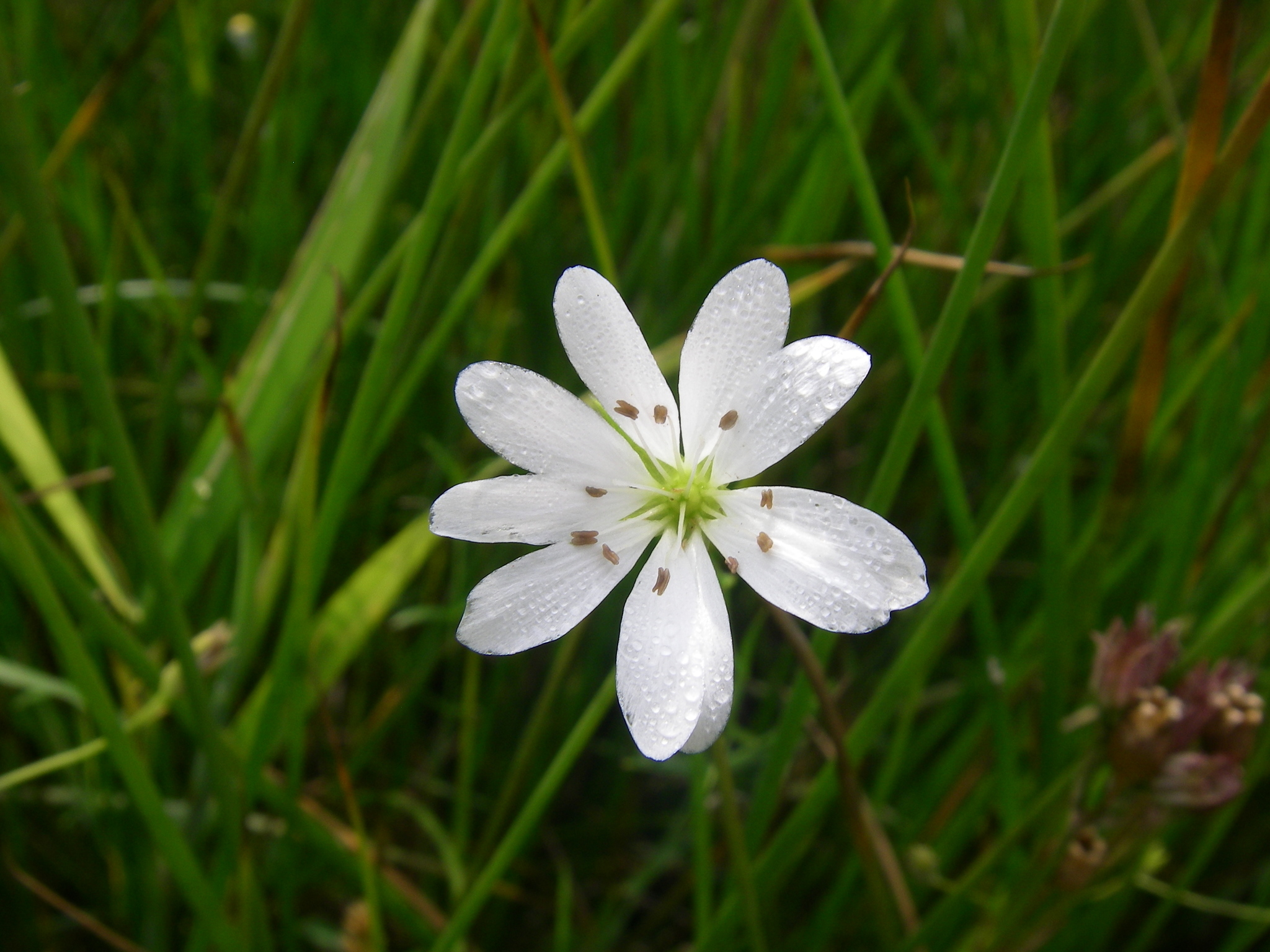
Zeegroene muur (Stellaria palustris)